# Simo Matavulj

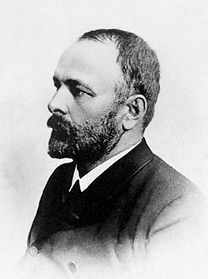
Simo Matavulj

Simo Matavulj (serbisch-kyrillisch Симо Матавуљ; * 14. September 1852 in Šibenik; † 20. Februar 1908 in Belgrad) war ein serbischer Schriftsteller.

## Biographie
Matavulj stammte aus dem dalmatinischen Küstenland, das von Menschen katholischen als auch orthodoxen Glaubens bewohnt wurde. Er kannte daher beide Milieus gut. Matavulj hielt sich eine Zeit lang im Kloster Krupa, dem Zentrum der Orthodoxie in Dalmatien, auf.
Simo Matavulj ist einer der bedeutendsten Autoren des serbischen Realismus. Er schilderte das dalmatinische und montenegrinische Küstenland, Montenegro und Belgrad und dessen Bewohner mit Humor und Ironie. Die alte Gesellschaft wird kritisch beleuchtet.
Als Hauptwerk bzw. als ein Schlüsselwerk des serbischen Realismus gilt der Roman Bakonja Fra-Brne, in dem der Autor versucht, ein Panorama des gesamten dalmatinischen Lebens zu geben. Es spiegeln sich eigene Erfahrungen Matavuljs darin, obwohl er die Handlung in einem katholischen Franziskanerkloster spielen lässt. Beschrieben wird die Entwicklung eines Knaben, der im Kloster aufwächst und nach und nach zum Mönch wird, obwohl er dazu gar nicht geeignet ist. Am Ende unterhält er, wie alle anderen Mönche auch, eine Beziehung zu einer Frau. Man hat Matavulj wegen seiner kritischen und humorvollen Darstellung auch als „serbischen Rabelais“ bezeichnet.

## Werke
- Pošljednji vitezovi – Die letzten Ritter, schildert den Zerfall der alten Patrizierwelt
- Dogadjaji u Seocu – Geschehnisse in Seoce
- Ljudi i prilike – Menschen und Verhältnisse
- Novi svijet u starom Rozopeku – Neue Welt im alten Rozopek
- Ljudi i prilike u Gulinu – Menschen und Verhältnisse in Gulin
- Bakonja Fra-Brne, Roman 1892 (dt. Seine Herrlichkeit Frater Brne, 1979)
- Zavjet, Schauspiel 1897
- Uskok, 1902
- Car Duklijan, 1918
- Iz raznijeh krajeva, Erzählungen 1923
- Izabrane pripovijetke, 1947
- Sabrana dela 7 Bde. 1953–54
- Odabrana dela, 2 Bde. 1962